# 克莱里约
克莱里约（法語：Clérieux，法語發音：[kleʁjø]）是法国德龙省的一个市镇，属于瓦朗斯区。

## 地理
克莱里约（45°4'41"N, 4°57'34"E）面积13.53 平方千米，位于法国奥弗涅-罗讷-阿尔卑斯大区德龙省，该省份为法国东南部内陆省份，北起顺时针与伊泽尔省、上阿尔卑斯省、上普罗旺斯阿尔卑斯省、沃克吕兹省和阿尔代什省接壤。
与克莱里约接壤的市镇（或旧市镇、城区）包括：博蒙蒙特、沙诺-屈尔松、沙瓦讷、马尔萨、圣巴尔杜、埃尔巴斯河畔圣多纳、格朗日莱博蒙、梅尔屈罗勒-沃讷。

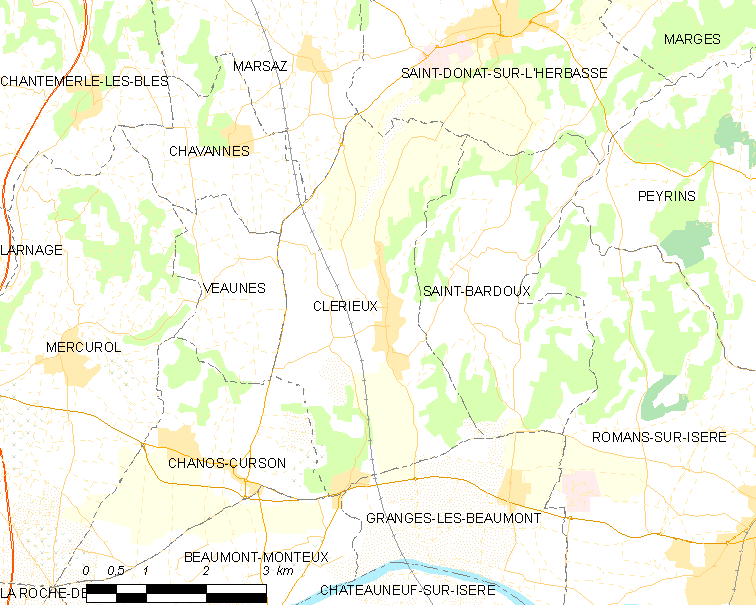
克莱里约的OSM定位图

克莱里约的时区为UTC+01:00、UTC+02:00（夏令时）。

## 行政
克莱里约的邮政编码为26260，INSEE市镇编码为26096。

## 政治
克莱里约所属的省级选区为伊泽尔河畔罗芒县。

## 人口

1962-2008年间克莱里约人口变化图示

克莱里约于2022年1月1日时的人口数量为1952人。